# К спорту!
«К спо́рту!» — российский еженедельный спортивный журнал, издававшийся в 1911—1917 годах на русском языке.

## История журнала
Журнал изначально являлся официальным органом Московской футбольной лиги.
Редакция находилась в Москве (ул. Большая Дмитровка, д. 20.). Имелось Петербургское отделение (Лиговский проспект, д. 44).
Отмечалось, что журнал был серьезным конкурентом журнала «Русский спорт», в целом имел с ним много общего, но в нем размещались не большие теоретические, обзорные и аналитические статьи, а малые статьи информационного и публицистического жанра: хроника, заметки по всем видам спорта, биографии спортсменов, интервью в сопровождении множества иллюстраций.
С журналом с 1912 года сотрудничал сын его редактора Михаила Чеснокова Борис Чесноков — борец и футболист, создавший при журнале «Лигу диких футбольных кружков России» и ставший известным спортивным журналистом уже в советское время.
После Октябрьской революции журнал не издавался.

## Тематика журнала
Журнал в основном отражал хронику спортивной жизни в Москве и других городах России. 
Рубрикация журнала имела два основных направления: рубрики видов и групп видов спорта («Футбол», «Конский спорт», «Легкая атлетика», «Плавание», «Стрельба», «Велосипед», «Мотор» и др.); рубрики регионов России («Москва», «Петроград», «Поволжье», «Провинция» и др.). 
Регулярно печатались спортивные новости из других стран (рубрика «За рубежом»). Имелась обратная связь с читателями (рубрика «Почтовый ящик»). 
Особенно много внимания, став официальным органом «Московской Футбольной Лиги» журнал уделял футболу. Это был своеобразный прообраз - исторический предшественник еженедельника «Футбол» основанном в 1960-е годы.
Большое внимание журнал уделил Второй Российской Олимпиаде 1914 года.
В годы Первой мировой войны в журнале публиковалось много материалов патриотического характера.

## Учредители журнала
- 1911 № 1  — 1915 №19 — Московская футбольная лига;
- 1915 №20 — 1915 №49 — Московская футбольная лига, Московское стрелковое общество;
- 1915 №50 — 1916 №19 — Московская футбольная лига, Московское стрелковое общество, Русский спортивный кружок;
- 1916 №20 — 1917 №12 — Московская футбольная лига, Московское стрелковое общество, Русское гимнастическое общество.

## Издатели журнала
- 1911 №1 — 1913 №2 — Н.И. Соловьев;
- 1913 №3 — 1916, 1917 №2 — Г.Н. Семенцов;
- 1917 №1 — М.Н.Чесноков и Г.Н. Семенцов;
- 1917 №3, 7/8, 11, 12 — М.Н. Чесноков.

## Приложение к журналу
В 1914-1915 годах издавалось приложение к журналу "К спорту!" - газета с таким же названием.

## Наличие журнала в библиотеках
- Российская национальная библиотека — Шифр хранения: 2/768Низ[5]
- Сканы большинства номеров журнала на сайте Российской Национальной электронной библиотеки.